# Galápagosalbatros
De galápagosalbatros (Phoebastria irrorata) (synoniem: Diomedea irrorata) is een vogel uit de orde van de buissnaveligen, familie albatrossen.

## Beschrijving
De galápagosalbatros is de enige vertegenwoordiger van de albatrosfamilie (Diomedeidae) die zich ophoudt in de tropen. De galápagosalbatros is een middelgrote albatros die 86 tot 90 cm lang is en een spanwijdte heeft van 2,25 m en ongeveer 3,4 kg weegt.

## Verspreiding en leefgebied
De galápagosalbatros broedt voornamelijk op het eiland Española van de Galápagoseilanden, mogelijk broeden er ook vogels op andere eilanden. Buiten de broedtijd houden zij zich op ver uit de kusten van Peru en Ecuador.

## Bedreiging en bescherming
De populatie van de soort is beschermd. Op Española was in 1970/71 een kolonie van 15.600 tot 18.200 paar en in 1994 werden er 34.694 paar geteld. Sinds 2007 is er een afname in de populatie-aantallen van 6,3% per jaar. Op Isla de la Plata is een kleine kolonie van 10 tot 20 paar. De eilanden met broedkolonies zijn onderdeel van een nationale parken en Española staat op de Werelderfgoedlijst.
De galápagosalbatros heeft veel te lijden door langelijnvisserij. De vogels duiken daarbij op het aas dat vastzit aan haken van kilometers lange lijnen. Ze worden meegesleurd en sterven de verdrinkingsdood. Vooral mannetjesalbatrossen worden daar het slachtoffer van, zodat de sekseverhouding ongunstiger wordt. Daardoor is de kans op uitsterven aanwezig. Om deze redenen staat deze soort als ernstig bedreigd (kritiek) op de Rode Lijst van de IUCN.

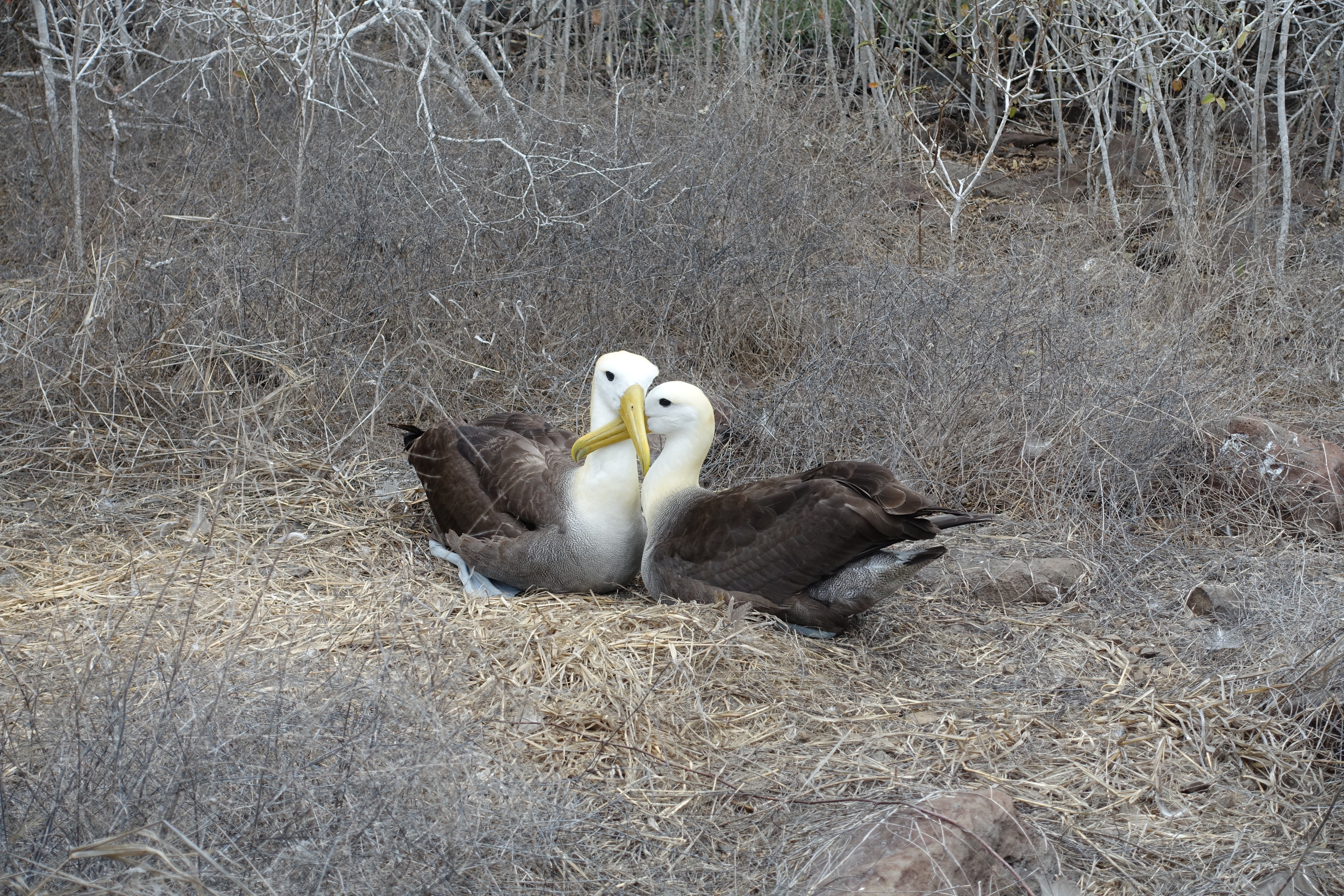
Paar galápagosalbatrossen